# Guarea montana
Guarea montana är en tvåhjärtbladig växtart som beskrevs av Al.Rodr.. Guarea montana ingår i släktet Guarea och familjen Meliaceae. Inga underarter finns listade i Catalogue of Life.